# Прощальний вечір
«Прощальний вечір» — оповідання Леся Мартовича.
Написане восени 1904 р. Вперше надруковане в кінці березня — на початку квітня 1905 р. у львівській газеті «Свобода» (№ 13 і 15), потім включене до збірки «Стрибожий дарунок і інші оповідання» (1905).